# Partia Niepodległości (Maroko)

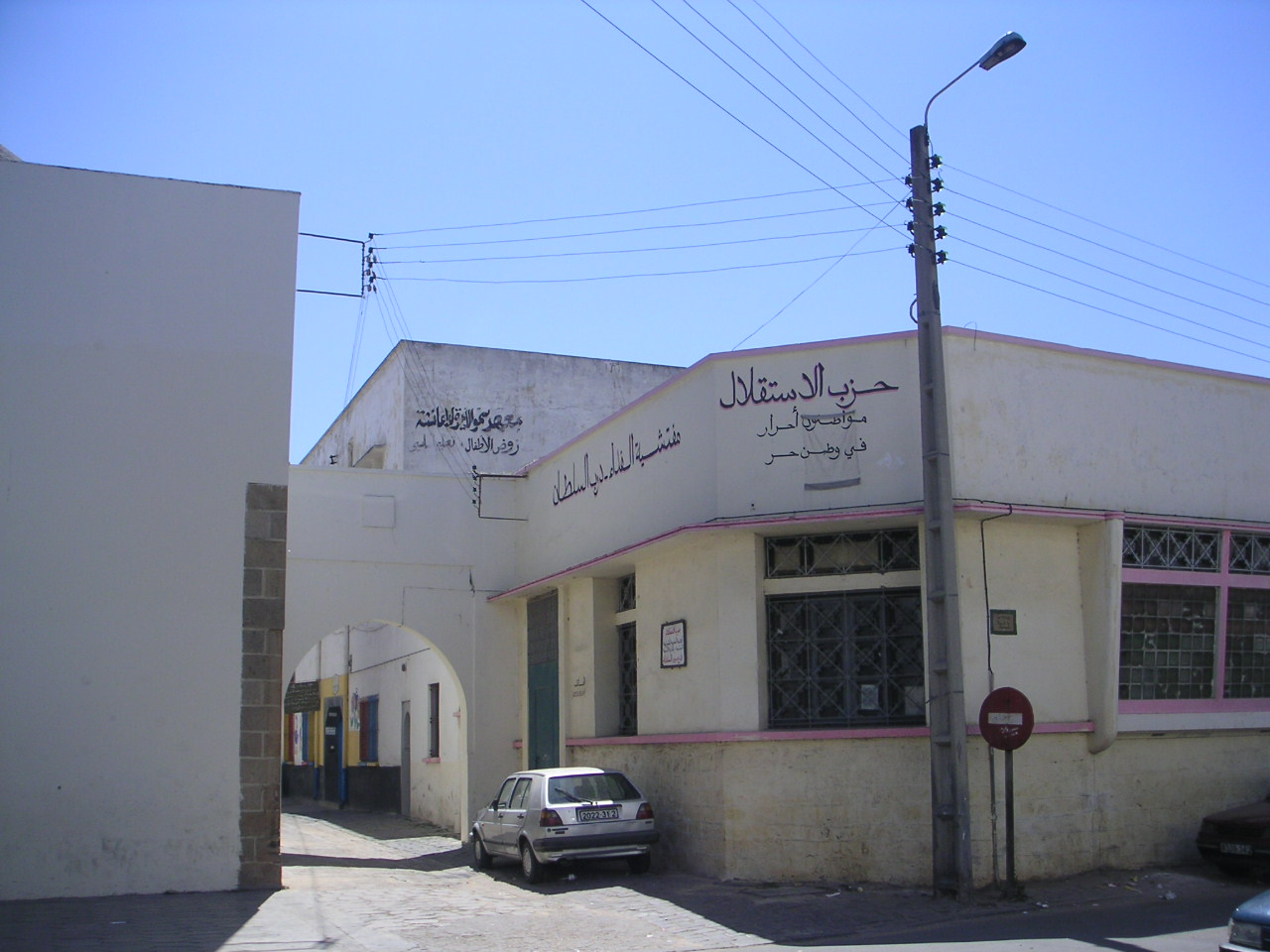
Jedno z partyjnych biur regionalnych.

Partia Niepodległości (arab. حزب الإستقلال, Ḥizb al-Istiqlāl; fr. Parti de l’Istiqlal) – marokańska partia polityczna. Skupia osoby o poglądach konserwatywnych i rojalistycznych. Od 2021 roku jest partią wchodzącą w skład rządu Aziza Achannusza. 
W latach 2007–2011 była główną partią rządząca desygnującą premiera. Współtworzyła rząd także w latach 1956–1959, 1977–1984, 1997–2007. 

## Historia
Partia uważana jest za spadkobierczynię Ruchu Narodowego (fr. Mouvement national marocain) oraz Partii Niepodległości Narodowej (1937–1942). Została oficjalnie założona 10 grudnia 1943 roku przez Abbasa El Fassi. W 1944 roku Ahmed Balafrej i kilku innych liderów partii zostało aresztowanych przez Francuzów pod zarzutem kolaboracji z nazistami, w wyniku czego wynikły protesty w Rabacie oraz Fez. 11 stycznia tego samego roku został przyjęty statut partii. W 1952 roku doszło do kolejnych aresztowań działaczy partii, w wyniku czego w Rabacie doszło do kolejnych protestów. W 1956 roku, po uzyskaniu przez Maroko niepodległości, była główną partią tworzącą pierwszy postkolonialny rząd. W 1959 roku doszło do rozłamu w partii na prawicowe i lewicowe skrzydło, w wyniku czego powstał Narodowy Związek Sił Ludowych (UNFP). 
W 1974 roku Muhammad Boucetta został wybrany sekretarzem generalnym organizacji. W 1977 roku partia ponownie weszła w skład rządu. W wyborach parlamentarnych w 1984 roku uzyskała 24 mandaty w Izbie Reprezentantów, przez co wróciła do opozycji. W maju 1992 roku razem z wraz z Union Socialiste des Forces Populaires (USFP), Parti du Progrès et du Socialisme (PPS) i UNFP utworzył koalicję pod nazwą Blok Demokratyczny. W wyborach w 1993 roku zdobyła 43 mandaty w Izbie i 8 mandatów w Zgromadzeniu Radców. Po wyborach pozostała w opozycji. 
W wyborach parlamentarnych w 1997 roku, mimo otrzymania podobnej liczby głosów, uzyskała jedynie 32 mandaty w Izbie Reprezentantów. Po wyborach parta wzywała do unieważnienia wyborów i nieuznawania wyników, z tego też powodu nie weszła w skład powołanego rządu. Dwa miesiące później, gdy USFP sformował rząd, partia weszła w skład koalicji. 
W wyborach parlamentarnych w 2002 roku partia uzyskała 48 mandatów. Po wyborach dołączyła do rządu z 8 tekami ministerialnymi. W wyborach parlamentarnych 7 września 2007 roku partia zdobyła 52 mandaty z wynikiem 494 256 głosów (10,70%). 19 września tego samego roku Abbas al-Fasi, lider partii, został mianowany premierem Maroka. W wyborach parlamentarnych w 2011 roku partia uzyskała 60 mandatów w Izbie. Po wyborach nie utworzyła rządu. We wrześniu 2012 roku nowym sekretarzem generalnym partii został Hamid Chabat.
W wyborach parlamentarnych w 2016 roku uzyskała 46 mandatów. W październiku 2017 roku sekretarzem generalnym partii został Nizar Baraka. W 2018 roku partia stała się członkiem partnerskim Europejskiej Partii Ludowej. W wyborach parlamentarnych w 2021 roku uzyskała 78 mandatów w Izbie Reprezentantów. Po wyborach utworzyła koalicję z Narodowym Zgromadzeniem Niezależnych i Autentycznością i Nowoczesnością.

## Program
Jest partią konserwatywną, monarchistyczną, umiarkowanie islamistyczną i nacjonalistyczną. Określa się jako partia trzeciej drogi.